# 말달리자
《말달리자》또는 《Crying Nut》은 대한민국의 록 밴드 크라잉넛(Crying Nut)의 정규 1집 앨범이다.
수록곡 말달리자가 크게 히트하며 대한민국 대중에게 펑크라는 장르를 널리 알린 앨범으로 평가 받고 있다. 또한 발매 당시에는 대중에게 생소했던 '인디'라는 장르를 메인스트림으로 끌어들이는 계기가 되었던 앨범이기도 하다. 이 앨범은 인디 역사상 최초로 10만장의 판매고를 기록하였으며 이 기록은 아직까지 깨지지 않고 있다.

## 수록곡 정보
| #            | 제목                 | 작사         | 작곡           | 재생 시간 |
| ------------ | -------------------- | ------------ | -------------- | --------- |
| 1.           | 〈묘비명〉           | 이상면       | 이성우         | 2:10      |
| 2.           | 〈갈매기〉           | 이상혁       | 이상혁         | 3:07      |
| 3.           | 〈말달리자TITLE〉    | 이상혁       | 이상혁         | 3:06      |
| 4.           | 〈접속〉             | 이상혁       | 크라잉넛       | 3:45      |
| 5.           | 〈파랑새〉           | 한경록       | 한경록         | 3:42      |
| 6.           | 〈검은새〉           | 이상혁       | 크라잉넛       | 5:29      |
| 7.           | 〈펑크걸〉           | 이상면       | 이상면         | 2:52      |
| 8.           | 〈요람을 흔드는 돈〉 | 이상면       | 이상면         | 3:09      |
| 9.           | 〈뻔데기〉           | 이상혁       | 이상면         | 6:07      |
| 10.          | 〈안웃겨〉           | 박윤식       | 박윤식         | 3:11      |
| 11.          | 〈성냥팔이 소녀〉    | 이상면       | 이상면, 이상혁 | 3:35      |
| 12.          | 〈허리케인〉         | 이상혁       | 이상혁         | 3:17      |
| 13.          | 〈싸나이〉           | 이상면       | 이상면         | 5:37      |
| 총 재생 시간 | 총 재생 시간         | 총 재생 시간 | 총 재생 시간   | 49:07     |

## 멤버 역할
- 박윤식 - 보컬, 기타
- 이상면 - 기타, 보컬
- 한경록 - 베이스, 보컬
- 이상혁 - 드럼